# 18708 Денієлаппел
18708 Денієлаппел (18708 Danielappel) — астероїд головного поясу, відкритий 21 квітня 1998 року.
Тіссеранів параметр щодо Юпітера — 3,222.